# Козма Зографски
Йеромонах Козма Зографски е български светец, наречен от Църквата „преподобния и богоносен наш отец Козма, зографски чудотворец“, просиял в Света гора през XIV век.

## Биография
Роден е през втората половина на XIII век в търновско болярско семейство. Получава солидно образование, владее отлично гръцки език. Подвизава се в края на XIII и началото на XIV век в българския Зографски манастир, основан през 898 г. от тримата братя българи от град Охрид – Моисей, Аарон и Йоан. Издига се до еклисиарх в съборната манастирска църква. Починал в отшелничество на 22 септември 1323 година в скалната келия, която си издълбал недалеч от Зографския манастир.
Според житието му можел да вижда скритите за физическите очи духовни явления. Той е избран и Господ му открил различни чудеса, за които да свидетелства, като:
- чудото на Света Богородица която, когато бил гост на манастира Ватопед, на Благовещение, храмовия празник на прочутия светогорски манастир, му поднесла вечеря;
- чудото с разговора между Богородица и Господ открило му се в църквата на Зографския манастир;
- спасението на двама йеромонаси от Хилендарския манастир, които предупредил за скритата в съда им за вино змия, за която узнал по неведом начин;
- предричането от далечната си келия и известието за кончината на игумена на Хилендарския манастир, която никой от монасите не знаел въпреки че малко преди последния му час служили с него в църквата;
- разтълкуването на чудодейното пренасяне на монаха от манастира Есфигмен Дамян от далечната гора, в която се бил загубил пред келията му;
- чудото с планинския орел, който му донесъл прясна риба и как я поделил с монаха Христофор;
- предизвестяването му за сетния му час от Господ, че сатаната ще го нападне със свои пълчища, ще измъчи плътта му и скоро след това той ще напусне земния свят.

Паметта на този български светец, просиял на Света гора, се чества от Православната църква на 22 септември.
На Козма Зографски е посветен само един храм в България - параклисът „Козма Зографски“ в Старозагорски минерални бани.

## Изследвания
- Dujčev, I. La Vie de Kozma de Zographou. – Хиландарски зборник, 2, 1971, 59 – 68 (научно издание на житието на светеца)
- C. Pavlikianov, Saint Kosmas the Zographite and his Place in the History of the Bulgarian Athonite Monastery of Zographou. – В: Щрихи към балканското Средновековие. Изследвания в памет на проф. Н. Кочев. С., 2009, 241 – 249